# Pasión según San Lucas (Penderecki)
La Pasión según San Lucas (el título completo es Passio et Mors Domini Nostri Jesu Christi Secundum Lucam, o bien Pasión y Muerte de Nuestro Señor Jesucristo según San Lucas) es un oratorio para coro y orquesta escrita en 1966 por el compositor polaco Krzysztof Penderecki. La obra (una de las numerosas pasiones de la historia de la música, entre las cuales se encuentran las de Bach) contiene textos del Evangelio según San Lucas y también de otras fuentes como el Stabat Mater. Aunque la Pasión de Penderecki es casi totalmente atonal y utiliza técnicas musicales de vanguardia, el público ha apreciado el fuerte poder de la obra cuyo impacto emocional es inmediato. La obra ha sido interpretada varias veces desde su estreno el 30 de marzo de 1966 (59 años).
Penderecki ha dicho de su obra: «No me importa como la crítica calificará la pasión, si es tradicional o vanguardista. Para mi, es simplemente auténtica. Y esto me basta».

Je ne tiens pas à la façon dont la critique qualifiera la Passion, si elle est traditionnelle ou avant-gardiste. Pour moi, elle est tout simplement authentique. Et cela me suffit.

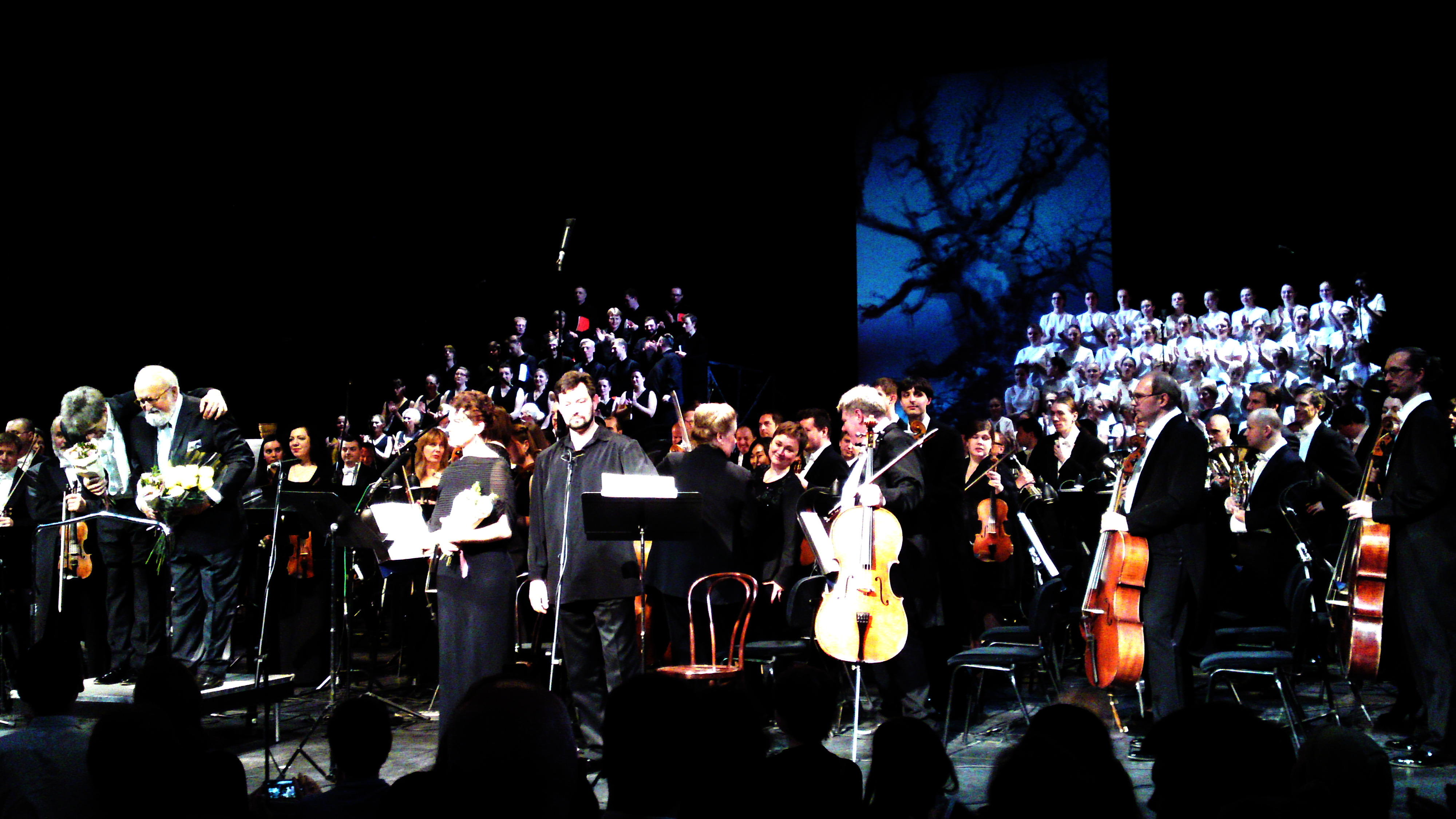
La Pasión según San Lucas. Nueva Ópera de Moscú (2016).

## Contenido musical
La Pasión es totalmente atonal excepto dos tríadas mayores que aparecen una vez al terminar el Stabat Mater a capela, y otra vez al final de la obra con todo el coro, la orquesta y el órgano. La Pasión emplea muy frecuentemente clusters, a menudo tocados fortissimo por los metales o el órgano. Ocasionalmente encuentra formas seriales dodecafónicas y la secuencia de notas del motivo BACH. También se utilizan por el coro numerosas técnicas no-ortodoxas como gritos, hablar, risas burlonas y silbidos. La obra dura alrededor de 75 minutos.

## Distribución
- Un narrador (el Evangelista),
- Una solista soprano (varios papeles),
- Un solista barítono (Cristo),
- Un solista bajo (varios papeles),
- Tres coros mixtos,
- Un coro de niños,
- Un órgano,
- Una gran orquesta, sin oboe ni clarinete, pero con saxos y una gran sección de percusiones.

## Texto
El texto está íntegramente en latín. La fuente principal es el Evangelio según San Lucas aunque se utilizan también algunos himnos y salmos, así como algunas lamentaciones de Jeremías.
La Pasión está organizada en dos partes y veintisiete secciones, trece en la primera parte y catorce en la segunda. Sus títulos son los siguientes.

### Primera parte
1. O Crux Ave, «Oh Santa Cruz», del himno Vexilla Regis prodeunt), coro y orquesta
2. Et egressus, «Y salió» La oración en el Huerto de los olivos), (Lucas 22, 39-44),  narrador y orquesta
3. Deus Meus («Dios mío, Dios mío, ¿por qué me has abandonado?», (Salmo 21, 2-3), y (Salmo 5, 2) barítono, coro y orquesta
4. Domine, quis habitabit in tabernaculo tuo? («Señor, quien habitará en tu Tabernáculo» extraído de los salmos (Salmo 14, 1), (Salmo 4, 9) y 
(Salmo 15, 9), soprano y orquesta
5. Adhuc eo loquente ecce turba («Mientras él aún hablaba, se presentó una turba», La traición de Judas, (Lucas 22, 47-53), narrador, barítono, coro y orquesta
6. Ierusalem, Ierusalem, convertere ad Dominum, Deum Tuum («Jerusalén, conviértete al Señor tu Dios» frase de los oficios de maitines, que se decía al final de la lectura del libro de las Lamentaciones de Jeremías.
7. Ut quid, Domine, recessisti longe, «Por qué, Señor, te has alejado», del salmo 9,22 de la Vulgata, coro a capela
8. Conprehendentes autem eum duxerunt...  («Lo prendieron...», La negación de Pedro, (Lucas 22, 54-62), narrador, barítono, coro y orquesta
9. Iudica me Deus et discerne causam , «Júzgame, oh Dios, y defiende mi causa», del (salmo 43, 1), bajo y orquesta
10. Et viri, qui tenebant illum («y los hombres que vigilaban a Jesús…», mofándose de Cristo), (Lucas 22, 63-70), narrador, barítono, coro y orquesta
11. Ierusalem (texto idéntico al de la sección 6)
12. Miserere mei, Deus, («Ten piedad de mi, Oh Dios», (Salmo 55, 2), coro a capela
13. Et surgens omnis multitudo («Y levantándose toda la multitud», el proceso de Cristo ante Pilatos y la sentencia de muerte), (Lucas 23, 1-22), narrador, barítono, coro y orquesta

### Segunda parte
14. et in pulverem mortis deduxisti me («y me has conducido en el polvo del sepulcro» del (Salmo 21, 16) de la Vulgata), coro y orquesta
15. Et baiulans sibi crucem («y llevando su cruz» el camino del calvario), (Evangelio de Juan 19, 17), narrador y orquesta
16. Popule meus («Mi pueblo», extraído de los Improperia), coro y orquesta
17. Ibi crucifixerunt eum («Aquí lo han crucificado» la crucifixión de Cristo), (Evangelio de Lucas 23, 33), narrador y orquesta
18. Crux fidelis («Oh cruz fiel», del Pange lingua), soprano, coro y orquesta
19. Iesus autem dicebat («Entonces Jesús dijo», la misericordia de Cristo), (Evangelio de Lucas 23, 34), narrador, barítono y orquesta
20. In pulverum mortis («En el polvo de la muerte», del salmo 21), coro a cappella
21. Et stabat populus («El pueblo se mantenía de pie»), (Evangelio de Lucas 23, 35-37) narrador, coro y orquesta
22. Unus autem («y uno de entre ellos…» el bueno y el mal ladrón), (Evangelio de Lucas 23, 39-43) narrador, barítono, bajo, coro y orquesta
23. Stabant autem iuxta crucem («Ahora se mantenían cerca de la cruz» Jesús se dirige a su madre y a Juan), (Evangelio de Juan 19, 25-27) narrador, barítono y orquesta
24. Stabat Mater («La madre se mantenía de pie…», del Stabat Mater), coro a cappella
25. Erat autem fere hora sexta («y esto era hacia la hora sexta», la muerte del Cristo relatada por Lucas y Juan), narrador, barítono, coro y orquesta
26. Alla breve, orquesta sola
27. In pulverem mortis… In te, Domine, speravi («En el polvo de la muerte… En Ti, Oh Dios, he puesto mi confianza» del salmo 30), soprano, barítono, bajo coro y orquesta

## Discografía
La grabación dirigida por el mismo compositor tiene autoridad, pero la realizada por Antoni Wit es también de gran calidad. Marc Soustrot por su parte ha realizado una grabación extremadamente rápida, aunque libre de todo énfasis.

## Distinciones
- Gran Premio de Arte del Land de Renania-del Norte--Westfalia (NordRhein-Westfalen) 1966
- Premio Italia 1967

## Fuente
- Esta obra contiene una traducción  derivada de «St. Luke Passion (Penderecki)» de Wikipedia en inglés, concretamente de esta versión, publicada por sus editores bajo la Licencia de documentación libre de GNU y la Licencia Creative Commons Atribución-CompartirIgual 4.0 Internacional.